# 垒头乡
垒头乡，是中华人民共和国河北省沧州市献县下辖的一个乡镇级行政单位。

## 行政区划
垒头乡下辖以下地区：
苑垒头村、高垒头村、东古庄头村、西古庄头村、小辛庄村、店子村、东抛庄村、东张定村、西张定村、小庄村、沿村、张庄村、毕垒头村、刘垒头村、沈于村、刘于村、王于村、毛于村、黄于村、李庄村、横上村和洛平城村。